# 酔ったシレノス (ルーベンス)
『酔ったシレノス』（よったシレノス、独: Der trunkene Silen、英: The Drunken Silenus）は、フランドルのバロック期の巨匠ピーテル・パウル・ルーベンスが1618-1625年ごろに樫板上に油彩で制作した絵画である。元来、ルーベンスの家に掛けられていた作品で、酒の神ディオニュソスの教師であるシレノスを描いている。1716年ごろ、デュッセルドルフ絵画館の所蔵となったが、1806年以来、ミュンヘンのアルテ・ピナコテークに所蔵されている。

## 作品
ギリシア神話においてシレノスはディオニュソスの教師であるが、彼の一行に随行する従者の1人でもある。彼は陽気で肥満している泥酔者でありながら、賢人で預言の能力も持っていた。
本作で、シレノスは酔ってふらふらと歩いている姿で表されている。腹部は肉と酒で膨れているが、顔は古代ギリシアで繰り返しシレノスとして描かれたソクラテスと非常によく似ている。シレノスは老いぼれ、酔っ払い、黒人、子供、若い女たちに支えられ、付き添われている。彼らが酒色にふけっている様子は、画面左側で授乳するパニスキンと右側で交尾している山羊のつがいによっても象徴される。不注意な飲酒が酔っ払いたちの足取りの重さを伝える厚塗りの筆致で表現されている。また、細部が示唆されるだけの緩い筆致は、ルーベンスがティツィアーノの作品を詳細に研究したことを拠りどころとしている。
なお、本来の作品はシレノスの半身像のみが描かれていたが、後の1620年代にルーベンス自身により画面が拡大された。

## ギャラリー

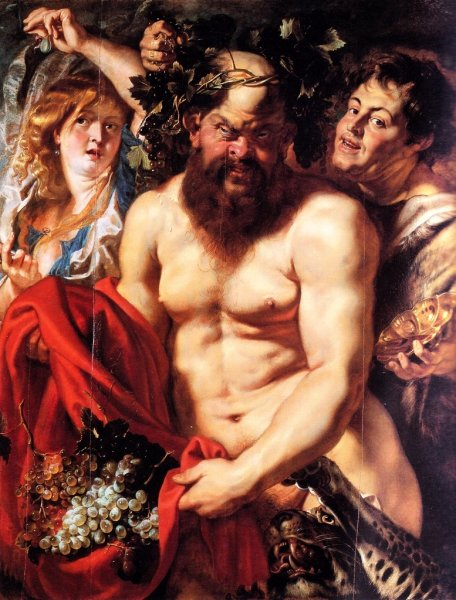
ルーベンス『酔ったシレノス』（1609-1610年）、ドゥラッツォ・パッラヴィチーニ宮殿（英語版）、ジェノバ
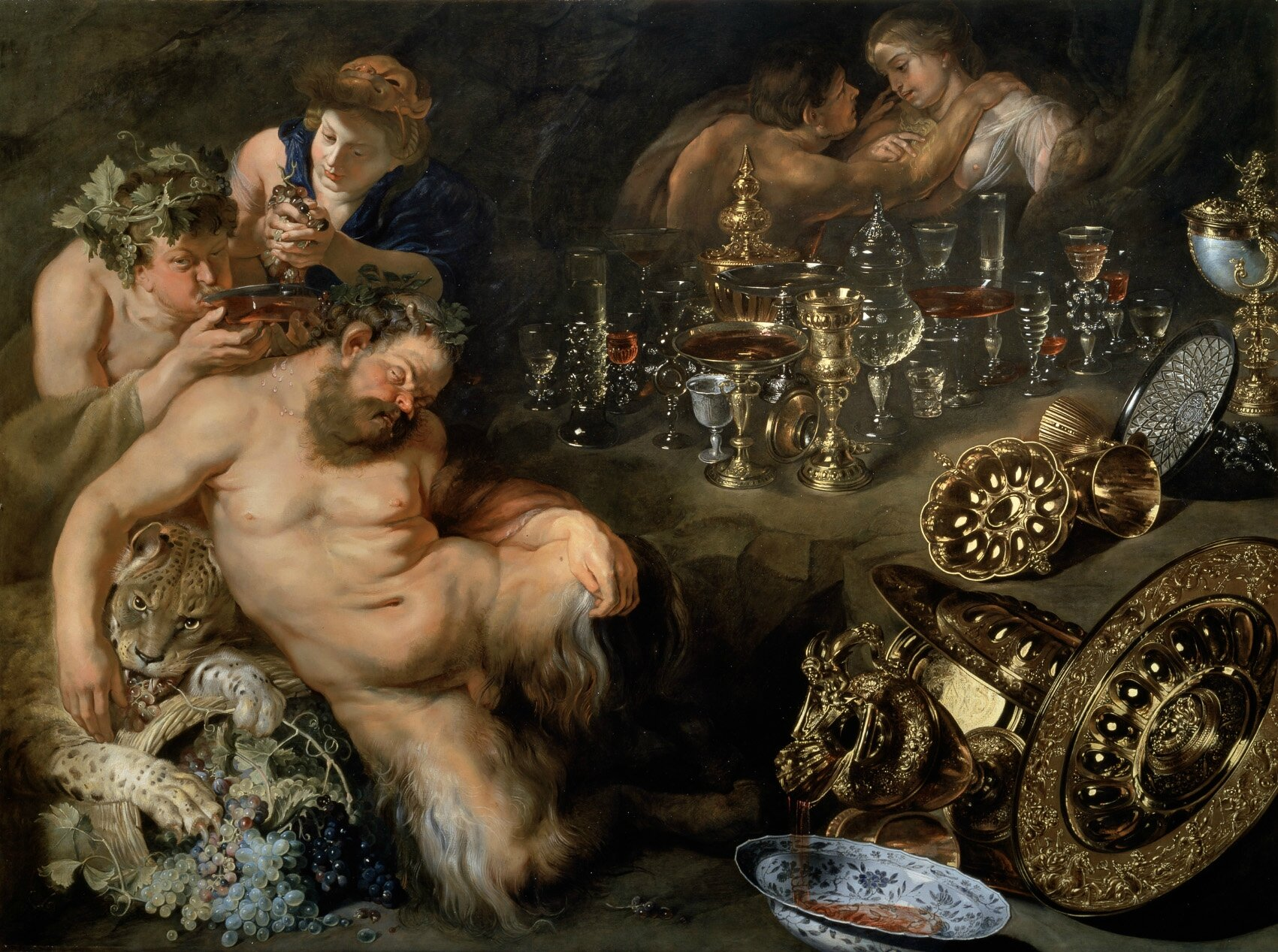
ルーベンス『眠るシレノス』（1611年ごろ）、ウィーン美術アカデミー
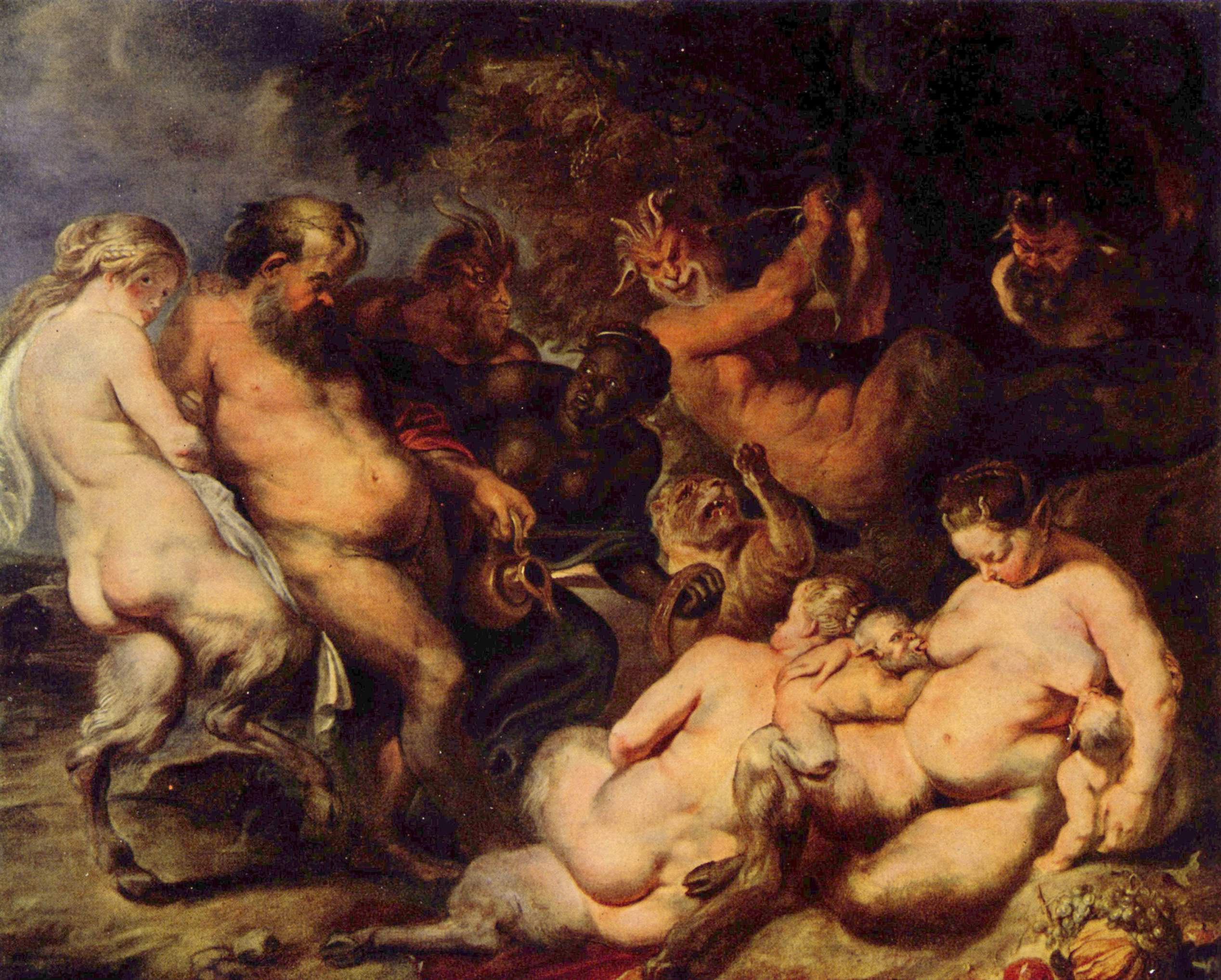
ルーベンス『バッカナリア（英語版）』（1615年ごろ）、プーシキン美術館、モスクワ
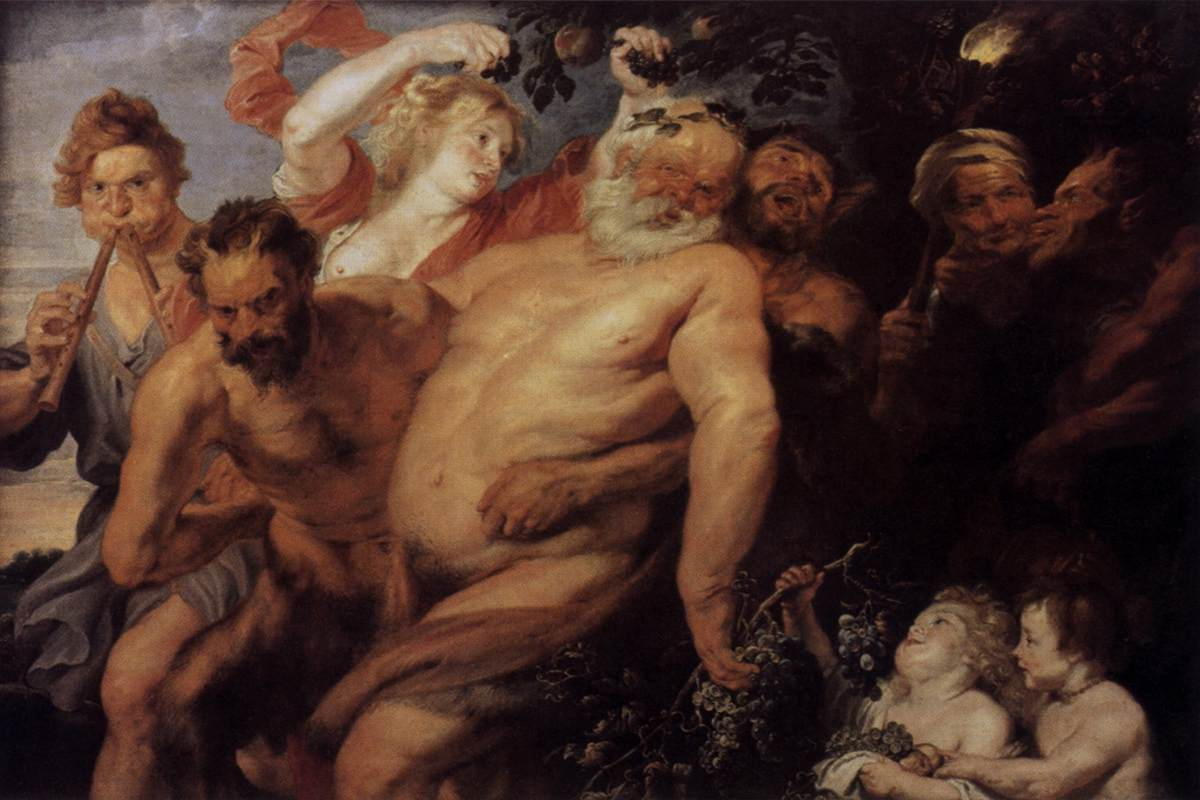
ルーベンス『サテュロスに支えられる酔ったシレノス』（1620年ごろ）、ナショナル・ギャラリー (ロンドン)